# Campeonato Europeu de Ginástica Artística de 2007 - Resultados masculinos
Os resultados masculinos do Campeonato Europeu de Ginástica Artística de 2007 contaram com todas as provas individuais.

## Resultados

### Individual geral
Finais
| Posição           | Ginasta                | Total  |
| ----------------- | ---------------------- | ------ |
| Medalha de ouro   | RUS Maxim Deviatovski  | 90,250 |
| Medalha de prata  | GER Fabian Hambüchen   | 89,675 |
| Medalha de bronze | RUS Yuri Ryazanov      | 89,000 |
| 4                 | ESP Rafael Martinez    | 88,425 |
| 5                 | ROU Flavius Koczi      | 87,825 |
| 6                 | NED Epke Zonderland    | 87,675 |
| 6                 | POR Manuel Campos      | 87,675 |
| 6                 | ROM Dorin Selariu      | 87,675 |
| 9                 | NED Jaffrey Wammes     | 87,600 |
| 10                | BLR Dimitri Savitski   | 87,550 |
| 11                | GEO Ilia Giorgadze     | 87,350 |
| 11                | ITA Enrico Pozzo       | 87,350 |
| 13                | GBR Daniel Keatings    | 87,225 |
| 14                | GER Robert Juckel      | 87,200 |
| 15                | FRA Dimitri Karbanenko | 87,125 |
| 16                | CHE Claudio Capelli    | 86,875 |
| 17                | CRO Filip Ude          | 86,675 |
| 18                | FIN Sami Aalto         | 86,375 |
| 19                | ITA Matteo Morandi     | 86,225 |
| 20                | ARM Vahang Stepanyan   | 84,750 |
| 21                | CHE Niki Boeschenstein | 84.575 |
| 22                | ISR Alex Shatilov      | 84,500 |
| 23                | GBR Ross Brewer        | 84,050 |
| 24                | HUN Marcell Hetrovics  | 83,200 |

| Pos.              | Ginasta                  | Pts    |
| ----------------- | ------------------------ | ------ |
| Medalha de ouro   | ESP Rafael Martinez      | 15,550 |
| Medalha de prata  | FRA Thomas Bouhail       | 15,350 |
| Medalha de bronze | GER Matthias Fahrig      | 15,275 |
| Medalha de bronze | GRC Eleftherios Kosmidis | 15,275 |
| 5                 | RUS Anton Golotsutskov   | 15,175 |
| 6                 | ITA Enrico Pozzo         | 15,125 |
| 7                 | ROM Marian Dragulescu    | 14,300 |
| 8                 | ROM Flavius Koczi        | 14,250 |

| Pos.              | Ginasta                 | Pts    |
| ----------------- | ----------------------- | ------ |
| Medalha de ouro   | HUN Krisztian Berki     | 15,800 |
| Medalha de prata  | GBR Daniel Keatings     | 15,450 |
| Medalha de bronze | ROM Robert Seligman     | 15.500 |
| 4                 | GBR Louis Smith         | 15.200 |
| 5                 | BEL Donna-Donny Truyens | 14,975 |
| 5                 | RUS Nikolai Kriukov     | 14.550 |
| 7                 | CRO Filip Ude           | 14,325 |
| 8                 | CRO Robert Seligman     | 12,425 |

| Pos.             | Ginasta                   | Pts    |
| ---------------- | ------------------------- | ------ |
| Medalha de ouro  | UKR Olexander Vorobyov    | 16,325 |
| Medalha de prata | BUL Jordan Jovtchev       | 16,200 |
| Medalha de prata | ITA Andrea Coppolino      | 16,200 |
| 4                | RUS Konstantin Pluzhnikov | 15,800 |
| 5                | ITA Matteo Morandi        | 15,375 |
| 6                | GER Thomas Andergassen    | 15,350 |
| 7                | BLR Dimitri Savitski      | 15,025 |
| 8                | BLR Dimitri Kaspiarovich  | 14,850 |

| Pos.              | Ginasta                  | Pts    |
| ----------------- | ------------------------ | ------ |
| Medalha de ouro   | RUS Anton Golotsutskov   | 16,537 |
| Medalha de prata  | FRA Raphael Wignanitz    | 16,312 |
| Medalha de bronze | NED Jeffrey Wammes       | 16,237 |
| 4                 | GER Mathias Fahrig       | 16,175 |
| 5                 | ROM Marian Dragulescu    | 16,100 |
| 6                 | POL Leszek Blanik        | 15,987 |
| 7                 | BLR Dimitri Kaspiarovich | 15,650 |
| 8                 | UKR Oleksandr Yakubovsky | 15,512 |

| Pos.              | Ginasta                  | Pts    |
| ----------------- | ------------------------ | ------ |
| Medalha de ouro   | SLO Mitja Petkovšek      | 15,875 |
| Medalha de prata  | RUS Nikolai Kryukov      | 15,450 |
| Medalha de bronze | NED Epke Zonderland      | 15,400 |
| 4                 | FRA Yann Cucherat        | 15,325 |
| 5                 | RUS Sergei Khorokhordin  | 15,175 |
| 6                 | FRA Dimitri Karbanenko   | 15,075 |
| 7                 | BLR Dimitri Kaspiarovich | 14,900 |
| 8                 | ESP Rafael Martinez      | 14,750 |

| Pos.              | Ginasta                | Pts    |
| ----------------- | ---------------------- | ------ |
| Medalha de ouro   | GER Fabian Hambüchen   | 16,025 |
| Medalha de prata  | SLO Aljaž Pegan        | 15,675 |
| Medalha de bronze | ITA Igor Cassina       | 15,575 |
| 4                 | FRA Dimitri Karbanenko | 15,250 |
| 4                 | FRA Yann Cucherat      | 15,250 |
| 6                 | POL Roman Kulesza      | 14,875 |
| 7                 | TUR Umit Samiloglu     | 14,600 |
| 8                 | CHE Christoph Schaerer | 14,050 |